# Herb gminy Iwkowa
Herb gminy Iwkowa – symbol gminy Iwkowa.

## Wygląd i symbolika
Herb przedstawia na tarczy w polu czerwonym białego jelenia w skoku nad siedmioma zielonymi pagórkami. Jest to nawiązanie do herbu Brochwicz, którym posługiwali się właściciele Iwkowej. 